# Royal Astronomical Society

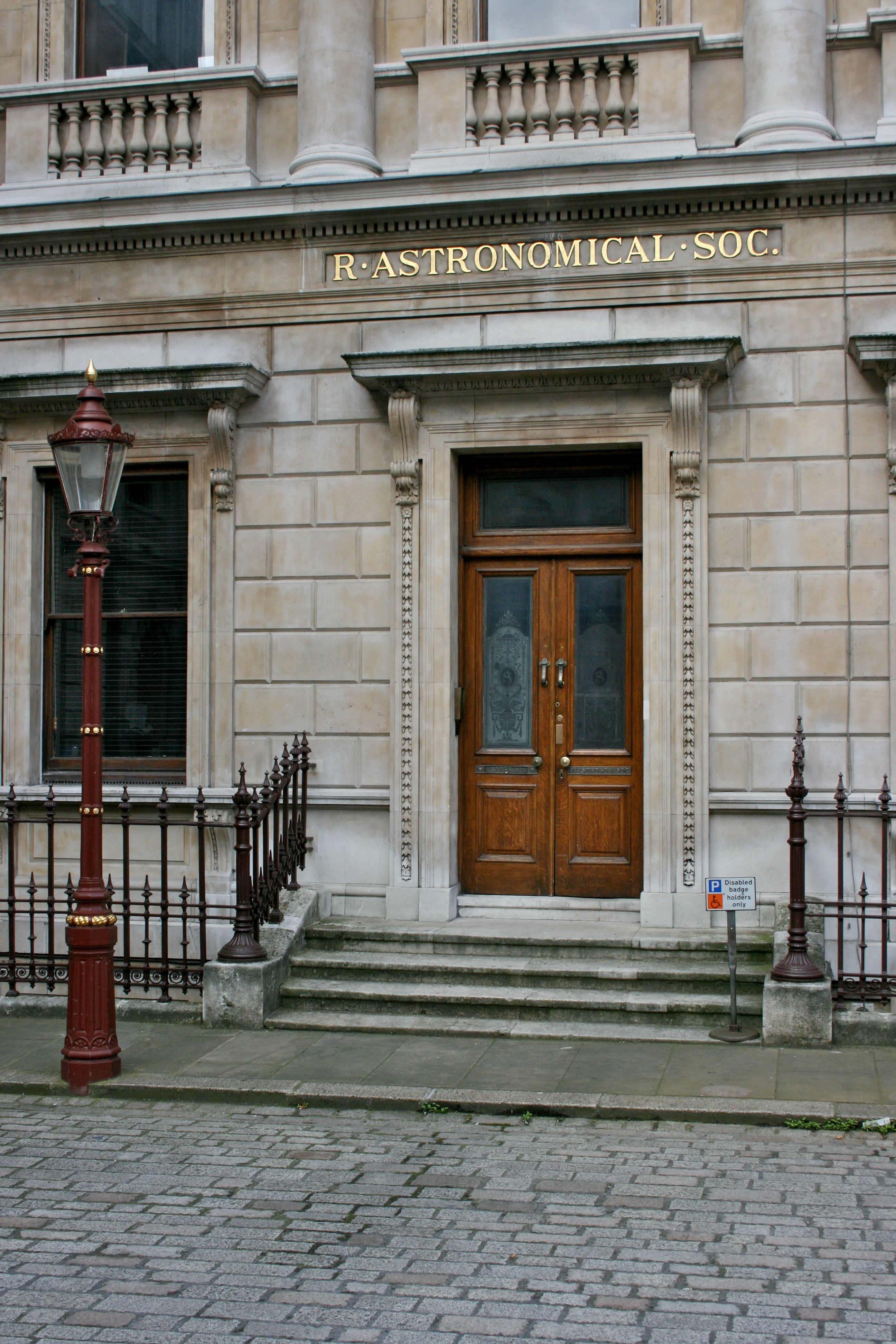
La sede della Royal Astronomical Society, a Burlington House

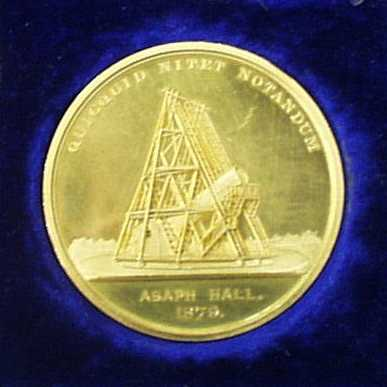
La medaglia d'oro assegnata dalla RAS con cadenza annuale.

La Royal Astronomical Society (RAS) è una prestigiosa società scientifica del Regno Unito con sede a Londra.
Iniziò la sua attività nel 1820 col nome di Astronomical Society of London, per sostenere la ricerca astronomica. Nel 1831 divenne Royal Astronomical Society ricevendo lo statuto Reale da Guglielmo IV. Nel 1915 aprì le iscrizioni anche alle donne. È l'organizzazione che per il Regno Unito aderisce all'Unione Astronomica Internazionale.
La RAS incoraggia e promuove lo studio dell'astronomia, del sistema solare, della geofisica e di altre branche della scienza strettamente collegate. La Royal Astronomical Society produce anche riviste e periodici astronomici. Ha più di 3000 membri, circa un terzo dei quali vive al di fuori del Regno Unito. Assegna anche con cadenza annuale la prestigiosa Medaglia d'oro della Royal Astronomical Society.

## Pubblicazioni
Una delle principali attività della RAS è la pubblicazione di riviste peer review. Attualmente pubblica due 
riviste di primaria importanza a livello mondiale: MNRAS nell'astronomia e GeoJI nella geofisica, quest'ultima in collaborazione con la Deutsche Geophysikalische Gesellschaft (Società Geofisica Tedesca).
Di seguito la lista delle pubblicazioni della RAS, sia quelle attuali che quelle passate, con le abbreviazioni usate:
- Memoirs of the Royal Astronomical Society (MmRAS): 1822 - 1978
- Monthly Notices of the Royal Astronomical Society (MNRAS): Dal 1827
- Geophysical Supplement to Monthly Notices (MNRAS): 1922 - 1957
- Geophysical Journal (GeoJ): 1958 - 1988
- Geophysical Journal International (GeoJI): Dal 1989 (La numerazione dei volumi continua da GeoJ)
- Quarterly Journal of the Royal Astronomical Society (QJRAS): 1960 - 1996
- Astronomy & Geophysics (A&G): Dal 1997 (La numerazione dei volumi continua da QJRAS)

## Membri
I membri della RAS sono chiamati Fellows, alcuni usano anche la sigla FRAS (Fellow of the Royal Astronomical Society) come suffisso al nome. L'associazione è aperta a chiunque abbia superato i 18 anni e sia considerato accettabile all'ingresso.

Dato che la fondazione della società risale ad un periodo in cui non esistevano molti astronomi professionisti, non è richiesta nessuna qualifica formale. Comunque circa tre quarti dei membri sono astronomi e geofisici professionisti.

## Riunioni

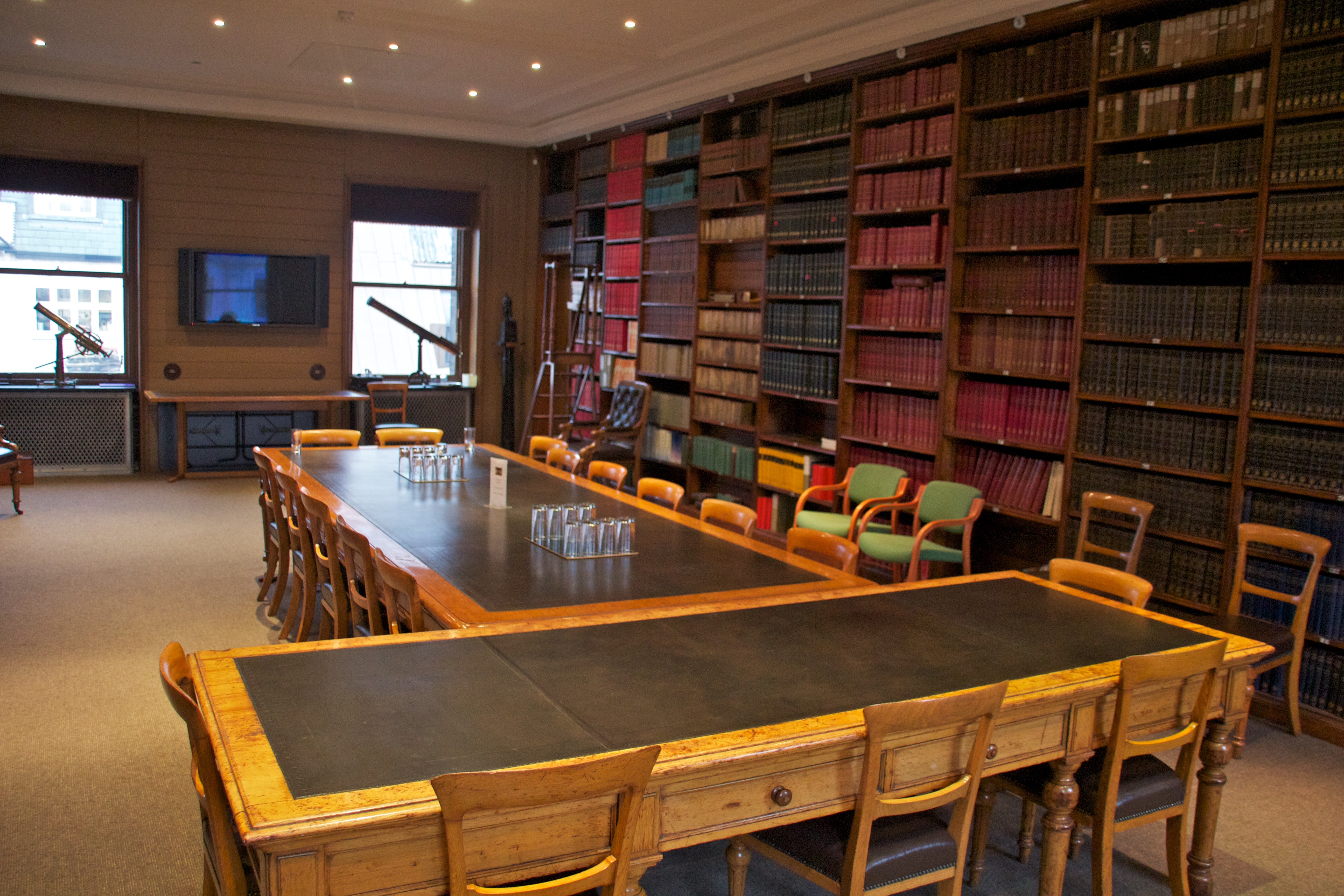
La sala del consiglio della RAS.

La Royal Astronomical Society organizza incontri mensili su temi di astronomia e geofisica, di solito si tengono a Londra il secondo venerdì di ogni mese nel periodo da settembre a giugno. L'annuncio della riunione appare sul The Observatory.
Patrocina anche il RAS National Astronomy Meeting, una lunga riunione di astronomi professionisti che si tiene ogni primavera.

## Biblioteca
La RAS possiede una vasta e completa biblioteca di libri e riviste astronomiche e geofisiche. La biblioteca ospita circa 300 periodici di carattere astronomico e geofisico e possiede più di 10.000 libri. Nel Regno Unito la sua collezione di libri rari astronomici è seconda solo all'Osservatorio Reale di Edimburgo.
La Biblioteca della RAS è una fonte di primaria importanza non solo per i membri dell'associazione ma anche per la più ampia comunità di astronomi, geofisici e storici.

## Gruppi associati
La RAS sostiene, a volte collaborando con altre associazioni, anche alcuni gruppi locali in settori interdisciplinari:
- Astrobiology Society of Britain
- Astroparticle Physics Group (con l'Institute of Physics)
- Astrophysical Chemistry Group (con la Royal Society of Chemistry)
- British Geophysical Association (con la Geological Society of London)
- Magnetosphere Ionosphere and Solar-Terrestrial group (conosciuto con l'acronimo MIST)
- UK Planetary Forum
- UK Solar Physics group

## Presidenti
Il primo ad avere la carica di Presidente della Royal Astronomical Society fu William Herschel, sebbene non ne abbia mai presieduto alcuna riunione. Da allora la carica è stata ricoperta da molti illustri astronomi. Attualmente la carica ha una durata di due anni. Ecco l'elenco di tutti i presidenti:
| Presidente                            | Anni in carica |
| ------------------------------------- | -------------- |
| Sir William Herschel                  | 1821 - 1823    |
| Henry Thomas Colebrook                | 1823 - 1825    |
| Francis Baily                         | 1825 - 1827    |
| Sir John Frederick William Herschel   | 1827 - 1829    |
| Sir James South                       | 1829 - 1831    |
| Vescovo John Brinkley                 | 1831 - 1833    |
| Francis Baily                         | 1833 - 1835    |
| Sir George Biddell Airy               | 1835 - 1837    |
| Francis Baily                         | 1837 - 1839    |
| Sir John Frederick William Herschel   | 1839 - 1841    |
| Lord John Wrottesley                  | 1841 - 1843    |
| Francis Baily                         | 1843 - 1845    |
| Captain William Henry Smyth           | 1845 - 1847    |
| Sir John Frederick William Herschel   | 1847 - 1849    |
| Sir George Biddell Airy               | 1849 - 1851    |
| John Couch Adams                      | 1851 - 1853    |
| Sir George Biddell Airy               | 1853 - 1855    |
| Manuel John Johnson                   | 1855 - 1857    |
| George Bishop                         | 1857 - 1859    |
| Rev. Robert Main                      | 1859 - 1861    |
| Dr. John Lee                          | 1861 - 1863    |
| Sir George Biddell Airy               | 1863 - 1864    |
| Warren De La Rue                      | 1864 - 1866    |
| Rev. Charles Pritchard                | 1866 - 1868    |
| Ammiraglio Russell Henry Manners      | 1868 - 1870    |
| William Lassell                       | 1870 - 1872    |
| Arthur Cayley                         | 1872 - 1874    |
| John Couch Adams                      | 1874 - 1876    |
| Sir William Huggins                   | 1876 - 1878    |
| Lord James Ludovic Lindsay            | 1878 - 1880    |
| John Russell Hind                     | 1880 - 1882    |
| Edward James Stone                    | 1881 - 1884    |
| Edwin Dunkin                          | 1884 - 1886    |
| James Whitbread Lee Glaisher          | 1886 - 1888    |
| William Henry Mahoney Christie        | 1888 - 1890    |
| James Francis Tennant                 | 1890 - 1892    |
| Edward Ball Knobel                    | 1892 - 1893    |
| William de Wiveleslie Abney           | 1893 - 1895    |
| Andrew Ainslie Common                 | 1895 - 1897    |
| Sir Robert Stawell Ball               | 1897 - 1899    |
| Sir George Darwin                     | 1899 - 1900    |
| Edward Ball Knobel                    | 1900 - 1901    |
| James Whitbread Lee Glaisher          | 1901 - 1903    |
| Herbert Hall Turner                   | 1903 - 1905    |
| William Henry Maw                     | 1905 - 1907    |
| Hugh Frank Newall                     | 1907 - 1909    |
| Sir David Gill                        | 1909 - 1911    |
| Frank Watson Dyson                    | 1911 - 1913    |
| E. H. Hill                            | 1913 - 1915    |
| Ralph Allen Sampson                   | 1915 - 1917    |
| Percy Alexander MacMahon              | 1917 - 1919    |
| Alfred Fowler                         | 1919 - 1921    |
| Sir Arthur Eddington                  | 1921 - 1923    |
| John Louis Emil Dreyer                | 1923 - 1925    |
| Sir James Hopwood Jeans               | 1925 - 1927    |
| Rev. Theodore Evelyn Reece Phillips   | 1927 - 1929    |
| Andrew Claude de la Cherois Crommelin | 1929 - 1931    |
| Harold Knox-Shaw                      | 1931 - 1933    |
| Frederick John Marrian Stratton       | 1933 - 1935    |
| John Henry Reynolds                   | 1935 - 1937    |
| Harold Spencer Jones                  | 1937 - 1939    |
| Henry Crozier Keating Plummer         | 1939 - 1941    |
| Sydney Chapman                        | 1941 - 1943    |
| Edward Arthur Milne                   | 1943 - 1945    |
| Harry Hemley Plaskett                 | 1945 - 1947    |
| William Michael Herbert Greaves       | 1947 - 1949    |
| William Marshall Smart                | 1949 - 1951    |
| Herbert Dingle                        | 1951 - 1953    |
| John Jackson                          | 1953 - 1955    |
| Sir Harold Jeffries                   | 1955 - 1957    |
| William Herbert Steavenson            | 1957 - 1959    |
| Roderick Oliver Redman                | 1959 - 1961    |
| Sir William Hunter MacCrea            | 1961 - 1963    |
| Sir Richard Woolley                   | 1963 - 1965    |
| Thomas George Cowling                 | 1965 - 1967    |
| Donald H. Sadler                      | 1967 - 1969    |
| Sir Bernard Lovell                    | 1969 - 1971    |
| Sir Fred Hoyle                        | 1971 - 1973    |
| Donald Eustace Blackwell              | 1973 - 1975    |
| Francis Graham Smith                  | 1975 - 1977    |
| Alan H. Cook                          | 1977 - 1979    |
| Michael J. Seaton                     | 1979 - 1981    |
| Arnold W. Wolfendale                  | 1981 - 1983    |
| R. Hide                               | 1983 - 1985    |
| Donald Lynden-Bell                    | 1985 - 1987    |
| R. D. Davies                          | 1987 - 1989    |
| Roger J. Tayler                       | 1989 - 1990    |
| Kenneth Alwyne Pounds                 | 1990 - 1992    |
| Sir Martin Rees                       | 1992 - 1994    |
| Carole Jordan                         | 1994 - 1996    |
| Malcolm Sim Longair                   | 1996 - 1998    |
| David A. Williams                     | 1998 - 2000    |
| Nigel Oscar Weiss                     | 2000 -2002     |
| Susan Jocelyn Bell Burnell            | 2002 - 2004    |
| Kathryn Whaler                        | 2004 - 2006    |
| Michael Rowan-Robinson                | 2006 - 2008    |
| Andrew Christopher Fabian             | 2008           |

## Medaglie
Il più alto riconoscimento della RAS è la Medaglia d'Oro della Royal Astronomical Society. Tra i destinatari più noti ci sono Albert Einstein nel 1926 e Stephen Hawking nel 1985.
Tra gli altri premi si ricorda la Eddington Medal, la Herschel Medal, la Chapman Medal, la Price Medal e la Jackson-Gwilt Medal.